# Rozcestí
Rozcestí je konkrétní místo, kde se sbíhají, rozbíhají nebo kříží různé cesty. V případě křížení lesních nebo polních cest mívá takového rozcestí pouze omezený lokální význam pro malé množství místních uživatelů. U turisticky značených cest obvykle dochází ke křížení nebo souběhu několika turistických značek různé barvy, z praktických důvodů bývá turistické rozcestí opatřeno turistickým rozcestníkem.
V případě silnic, dálnic a dalších pozemních veřejných komunikací je v dnešní době více využíván odborný termín křižovatka, termín rozcestí se v tomto kontextu obvykle užívá pouze pro křížení místních komunikací nebo silnic nižších tříd, které může být (ale nutně nemusí) označeno silničním rozcestníkem nebo směrníky.

## Přenesený význam slova
Slovo má i svůj přenesený význam všude tam, kde používáme v přeneseném významu slovo "cesta", "dráha", "pouť" apod. Rozcestí, kde se kříží dobré a špatné cesty se objevuje i v některých pohádkách a příbězích pocházejících z oblasti lidové slovesnosti.